# ActiveSync
ActiveSync is synchronisatiesoftware ontwikkeld door Microsoft. Het laat een mobiel apparaat (pda, pocket-pc of telefoon) synchroniseren met of een desktop pc, of een server met Microsoft Exchange Server of een Kerio MailServer.
Met een Exchange Server mogen alleen personal information manager data (PIM-data: e-mail/kalender/contacten) gesynchroniseerd worden. Taken mogen ook gesynchroniseerd worden met Exchange Server op Windows Mobile 5.0 apparaten. De pc synchronisatie opties laten onder andere PIM-datasynchronisatie toe met Microsoft Outlook, samen met internet "favorieten", bestanden, en taken. Ondersteunde mobiele apparaten zijn pda's of smartphones met Windows Mobile of de Windows CE besturingssystemen, samen met apparaten welke het besturingssyeem van Microsoft niet gebruiken, zoals de Symbian OS'en. ActiveSync draagt ook zorg voor het handmatig overzetten van bestanden naar een mobiel apparaat. Dit met gelimiteerde back-up/restore functionaliteit, en de mogelijkheid om mobiele programma's te installeren en verwijderen.
Alternatieve software welke synchronisatie toelaat naar non-Microsoft-PIM-data met een pc is ook beschikbaar; zoals FinchSync voor Thunderbird, of Intellisync.
Vanaf Windows Vista is ActiveSync vervangen door Windows Mobiel Apparatencentrum (Engels: Windows Mobile Device Center).

## Geschiedenis
- ActiveSync 4.5
  - Microsoft Office Outlook 2000 is niet ondersteund door ActiveSync 4.5.
  - Conversie van database bestanden voor gebruik op een mobile apparaat is niet ondersteund door ActiveSync 4.5. Op eerdere versies was dit gelimiteerd tot apparaten met Windows Mobile software voor Pocket PC 2003 en eerder.
- ActiveSync 4.2
- ActiveSync 4.1
- ActiveSync 4.0
  - Build 4343 (RTM)
  - Build 4358
- ActiveSync 3.8
- ActiveSync 3.7
  - Version 3.7
  - Version 3.7.1
- ActiveSync 3.6
- ActiveSync 3.5
  - Build 1176
  - Build 12007
- ActiveSync 3.1
  - Build 9386
  - Build 9439
  - Build 9587
- ActiveSync 3.0